# Rhinoneura caerulea
Rhinoneura caerulea är en trollsländeart som beskrevs av Douglas E. Kimmins 1936. Rhinoneura caerulea ingår i släktet Rhinoneura och familjen Chlorocyphidae. IUCN kategoriserar arten globalt som otillräckligt studerad. Inga underarter finns listade i Catalogue of Life.